# Dongfanghong Linchang (bondby i Kina, Heilongjiang Sheng, lat 48,11, long 127,62)
Dongfanghong Linchang (kinesiska: 东方红林场) är en bondby i Kina. Den ligger i provinsen Heilongjiang, i den nordöstra delen av landet, omkring 270 kilometer norr om provinshuvudstaden Harbin. Antalet invånare är 1 004. Befolkningen består av 504 kvinnor och 500 män. Barn under 15 år utgör 7,0 %, vuxna 15-64 år 79 %, och äldre över 65 år 12,0 %.
Runt Dongfanghong Linchang är det ganska tätbefolkat, med 67 invånare per kvadratkilometer. Dongfanghong Linchang är det största samhället i trakten. I omgivningarna runt Dongfanghong Linchang växer i huvudsak blandskog.
Genomsnittlig årsnederbörd är 1 057 millimeter. Den regnigaste månaden är juli, med i genomsnitt 285 mm nederbörd, och den torraste är januari, med 9 mm nederbörd.